# Angola op de Olympische Zomerspelen 1980
Angola nam deel aan de Olympische Zomerspelen 1980 in Moskou, Sovjet-Unie. Het was de eerste olympische deelname van het Afrikaanse land.

## Deelnemers en resultaten per onderdeel

### Atletiek
| Olympiër        | Discipline  | Resultaat | Prestatie               |
| --------------- | ----------- | --------- | ----------------------- |
| Ilídio Coelho   | 100 m (m)   | 61e       | serie 2: 7e in 11,42    |
| Rubén Inácio    | 200 m (m)   | 47e       | serie 1: 6e in 22,52    |
| Bernardo Manuel | 5000 m (m)  | 31e       | serie 2: 11e in 14.51,4 |
| Bernardo Manuel | 10000 m (m) | DNS       | serie 1: niet gestart   |

### Boksen
| Olympiër             | Discipline | Resultaat | Prestatie                                       |
| -------------------- | ---------- | --------- | ----------------------------------------------- |
| José Luís de Almeida | -54kg (m)  | 17e       | 1e ronde: vrij 2e ronde: V van GBR Gilbody: 0-5 |
| Abílio Cabral        | -57kg (m)  | 17e       | 1e ronde: vrij 2e ronde: V van GUY Brown: 0-5   |
| Alberto Coelho       | -60kg (m)  | 17e       | 1e ronde: V van MGL Batbileg: 0-5               |

### Zwemmen
| Olympiër                                                           | Discipline          | Resultaat | Prestatie              |
| ------------------------------------------------------------------ | ------------------- | --------- | ---------------------- |
| Jorge Lima                                                         | 100m vrije slag (m) | 35e       | serie 2: 8e in 59,39   |
| Jorge Lima                                                         | 200m vrije slag (m) | 40e       | serie 2: 8e in 2.14,37 |
| Jorge Lima                                                         | 100m rugslag (m)    | 25e       | serie 4: 6e in 1.14,33 |
| Francisco Lopes dos Santos                                         | 100m schoolslag (m) | 22e       | serie: 1.18,95 (NR)    |
| Marcos Daniel                                                      | 100m vlinderslag    | 33e       | serie 1: 7e in 1.07,46 |
| Fernando Lopes Francisco Lopes dos Santos Marcos Daniel Jorge Lima | 4x100m wisselslag   | 11e       | serie 1: 5e in 4.35,11 |
|                                                                    |                     |           |                        |
| Michele Pessoa                                                     | 100m vrije slag (v) | 30e       | serie 1: 6e in 1.09,10 |
| Michele Pessoa                                                     | 100m rugslag (v)    | 26e       | serie 3: 6e in 1.26,59 |

Afghanistan · Algerije · Andorra · Angola · Australië · België · Benin · Birma · Botswana · Brazilië · Bulgarije · Colombia · Congo-Brazzaville · Costa Rica · Cuba · Cyprus · Denemarken · Dominicaanse Republiek · Duitse Democratische Republiek · Ecuador · Ethiopië · Finland · Frankrijk · Griekenland · Groot-Brittannië · Guatemala · Guinee · Guyana · Hongarije · Ierland · IJsland · India · Irak · Italië · Jamaica · Joegoslavië · Jordanië · Kameroen · Koeweit · Laos · Lesotho · Libanon · Liberia · Libië · Luxemburg · Madagaskar · Mali · Malta · Mexico · Mongolië · Mozambique · Nederland · Nepal · Nicaragua · Nieuw-Zeeland · Nigeria · Noord-Korea · Oeganda · Oostenrijk · Peru · Polen · Portugal · Puerto Rico · Roemenië · San Marino · Senegal · Seychellen · Sierra Leone · Sovjet-Unie · Spanje · Sri Lanka · Syrië · Tanzania · Trinidad en Tobago · Tsjecho-Slowakije · Venezuela · Vietnam · Zambia · Zimbabwe · Zweden · Zwitserland